# Future Nostalgia
Future Nostalgia (en español: «Nostalgia del futuro») es el segundo álbum de estudio de la cantante albanobritánica Dua Lipa. Fue lanzado el 27 de marzo de 2020 por el sello discográfico Warner Records. Comenzó el trabajo en el álbum a principios de 2018, reclutando a escritores y productores como Jeff Bhasker, Ian Kirkpatrick, Stuart Price, The Monsters and the Strangerz. Para el álbum encontró inspiración en la música de artistas que escuchó durante su adolescencia, como Nelly Furtado, Gwen Stefani, Moloko, Daft Punk y Outkast.
Originalmente el álbum tendría la misma vibra sonora de su álbum debut, pero fue en la grabación de Levitating  cuando le dio una nueva vuelta a su álbum trayéndonos ese sonidos de los 80s.

El álbum fue promocionado con seis sencillos y un sencillo promocional, «Don't Start Now», se lanzó el 1 de noviembre de 2019 como el sencillo principal del álbum. Se convirtió en su séptima entrada entre los 10 primeros en la lista de sencillos del Reino Unido y su primera entrada entre los tres primeros en el Billboard Hot 100 de Estados Unidos. El tema principal del álbum «Future Nostalgia» se lanzó como sencillo promocional el 13 de diciembre de 2019. Su segundo sencillo «Physical» se estrenó el 31 de enero de 2020 y alcanzó el número siete en la lista de sencillos del Reino Unido, mientras que «Break My Heart» se publicó como el tercer sencillo del álbum el 25 de marzo de 2020. Para promocionar el álbum, Lipa comenzó la gira Future Nostalgia Tour el día 9 de febrero de 2022 y concluyó el 28 de noviembre del mismo año.
El álbum alcanzó el primer lugar en la lista del Reino Unido, convirtiéndose en su primer material en llegar a dicha posición mientras que en Billboard 200 de Estados Unidos se ubicó en la tercera ubicación. Se posicionó en la primera posición en nueve países diferentes incluyendo Escocia, Reino Unido, Estonia, Eslovaquia, República Checa, Finlandia, Lituania, Irlanda y Nueva Zelanda. En Spotify rompió tres récords en la plataforma, convirtiéndose en el álbum más transmitido en un día por una artista femenina británica a nivel mundial y el más transmitido en un día por una artista femenina británica en el Reino Unido y en los Estados Unidos. Tras 67 semanas, en la semana del 20 de julio de 2021, Future Nostalgia continúa en el top 10 de Billboard 200, en el sexto puesto.

## Antecedentes y lanzamiento
Después del lanzamiento de Dua Lipa: The Complete Edition en octubre de 2018, la edición ampliada de su álbum debut, Lipa anunció un nuevo sencillo titulado «Swan Song». El 24 de enero de 2019, la canción se lanzó para la película Alita: Battle Angel (2019). En el mismo mes, declaró que había pasado el año pasado en el proceso de escritura para un próximo álbum de estudio. Mientras discutía el sonido del álbum, comentó que sería un disco pop «nostálgico».
Sobre la nueva producción discográfica, declaró que el álbum se inspiró en artistas como Gwen Stefani, Madonna, Moloko, Blondie y Outkast. Al describir sobre su nueva producción, explicó:  «Lo que quería hacer con este álbum era salir de mi zona de confort y desafiarme a mí misma para hacer música que se sintiera como si pudiera sentarse junto a algunas de mis canciones pop clásicas favoritas, sin dejar de sentirme fresca y exclusivamente mía. Mi sonido naturalmente ha madurado un poco a medida que voy creciendo, pero quería mantener la misma sensibilidad pop que tenía en el primer disco. [...] Me di cuenta de que lo que quería hacer era algo que se sintiera nostálgico pero que también tuviera algo fresco y futurista».
Tras el lanzamiento de su sencillo principal «Don't Start Now», el nombre del álbum se reveló por primera vez el 1 de diciembre de 2019, a través de las redes sociales de Lipa. Su álbum sería lanzado el 3 de abril de 2020, y su música incorporaría géneros de pop y disco.
El 29 de enero de 2020, la cantante reveló la portada del álbum. El 23 de marzo de 2020, luego de una filtración de alta calidad del álbum, Lipa anunció a través de Instagram Live que su lanzamiento se adelantaría al 27 de marzo de 2020. La portada fue tomada por el fotógrafo francés Hugo Comte.

## Grabación
Lipa comenzó a grabar Future Nostalgia en enero de 2018 y terminó en febrero de 2020. Grabó más de 60 canciones durante la producción del álbum. Colaboró con los productores Nile Rodgers, Max Martin, Mark Ronson y Pharrell Williams, sin embargo, ninguna de las colaboraciones llegó a la lista final de canciones del álbum. Uno de los estudios en los que trabajó fue Geejam Studios en Jamaica.

## Recepción crítica
Future Nostalgia recibió la aclamación generalizada de los críticos de música. En Metacritic, página web donde se le asigna una calificación normalizada de 100 a las revisiones de publicaciones convencionales, el álbum fue aclamado universalmente con un promedio de 88, basado en 19 críticas.
Escribiendo para NME, Rhian Daly escribió que Future Nostalgia «es una colección brillante y audaz de majestad pop para alejar sus ansias de ... aunque solo sea por un momento».  Chris Taylor, de The Line of Best Fit, elogió la dirección de Lipa para el álbum y dijo: «Future Nostalgia es un artista que tiene el control total. Está construido sobre un espíritu tan adictivo y despreocupado que es difícil no soltarse e ir con él. ¿La mejor estrella pop de esta generación? Eso es para que usted decida. Pero Future Nostalgia hace un argumento muy convincente de que Dua Lipa podría serlo». Escribiendo para Rolling Stone, Brittany Spanos también elogió la dirección musical del álbum, escribiendo «Future Nostalgia es un intento impresionantemente divertido, cohesivo y ambicioso de encontrar un lugar para la discoteca en 2020». Jamie Parmenter de Vinyl Chapters elogió el nuevo sonido de Lipa, escribiendo «es el tipo de música edificante, estimulante y progresista que todos necesitamos en el mundo en este momento, con la sensibilidad disco optimizada de Dua Lipa que juega un papel importante en su sonido antiguo pero nuevo «y» su madurez adicional le da al disco un sonido más completo que su álbum debut, haciendo el mejor disco pop del año hasta ahora.
Escribiendo para DIY, Elly Watson escribió «este álbum ha demostrado que: Dua pasará a la historia del pop como una de las mejores». Laura Snapes de The Guardian elogió la elección de canciones de Lipa, escribiendo: «Las 11 pistas no ofrece características, ni relleno, y presenta un caso estridente para Lipa como una visionaria del pop, no como un barco». Michael Cragg, de Crack, resumió el álbum como «repleto de coros a todo gas, melodías flexibles y arrebatos de actitud, Future Nostalgia es el sonido neón de una de las estrellas pop más grandes del mundo». En una crítica positiva, Anna Garca de Pitchfork comentó que el álbum es una «colección de pop-funk sofisticado y de cuerpo duro» con «elegante disco inspirado en Kylie Minogue». Del mismo modo, Craig Jenkins de Vulture elogió las canciones «resistentes», y también escribió que Minogue y Madonna son sus «predecesores» sonoramente. Jenkins concluyó que Lipa «solo ha arañado la superficie de lo que es capaz».

### Listados de fin de año
Future Nostalgia se destacó en entre los 10 mejores álbumes de varias listas de fin de año, incluyendo ser el mejor álbum de 2024 en Entertainment.ie, Gaffa, GQ, People, Slate and Vogue India.
| Publicación          | Lista                                                              | Puesto | Ref.   |
| -------------------- | ------------------------------------------------------------------ | ------ | ------ |
| The A.V. Club        | Los 20 mejores álbumes de 2020                                     | 8      | [ 52 ] |
| Billboard            | Los 50 mejores álbumes de 2020: Staff Picks                        | 2      | [ 53 ] |
| Consequence of Sound | Los 50 mejores álbumes de 2020                                     | 5      | [ 54 ] |
| GQ                   | Los mejores álbumes de 2020                                        | 1      | [ 48 ] |
| The Guardian         | Los 50 mejores álbumes de 2020                                     | 2      | [ 55 ] |
| Metacritic           | Los mejores álbumes y música de 2020                               | 15     | [ 56 ] |
| Metacritic           | Lo mejor de 2020: La lista del top 10 de los críticos de la música | 5      | [ 57 ] |
| NME                  | Los 50 mejores álbumes 2020                                        | 3      | [ 58 ] |
| People               | Los 10 mejores álbumes de 2020                                     | 1      | [ 49 ] |
| Pitchfork            | Los 50 mejores álbumes de 2020                                     | 21     | [ 59 ] |
| Rolling Stone        | Los 50 mejores álbumnes de 2020                                    | 5      | [ 60 ] |

## Composición

### Música y letras
Musicalmente, Future Nostalgia ha sido descrito como un disco, pop, electro y dance-pop, con influencias de funk, house, euro disco, synth-pop y R&B. Líricamente, el álbum tiene temas de seguir adelante, empoderamiento, igualdad y emancipación. Descrito por Lipa como una «clase de bailarines», ella se inspiró en la música en los años 80, 90 y 2000 para crear un «sonido de baile moderno y retro atemporal».

### Canciones y contenido
La edición estándar del álbum contiene once pistas. La canción de apertura «Future Nostalgia» es una canción pop y electro con influencias disco y funk. En la canción, Lipa canta sobre el empoderamiento y la confianza femenina mientras habla y canta en comparación con Kesha. La siguiente pista y sencillo principal «Don't Start Now» es una mezcla de múltiples géneros que incluyen disco, nu-disco pop, dance, y eurodance. La canción ve a Lipa dirigiéndose a un examante sobre pasando de una relación. «Cool» es una alegre balada synth-pop, donde Lipa «enciende el calor de estar en medio de un romance caliente». «Physical» es un "club poderoso -ready banger, que combina muchos subgéneros pop incluyendo synth-pop, power pop y futurepop. Líricamente, la canción ve a Lipa  «sintiéndose» rica en diamantes «con su nuevo amante, tan excitada en la fase de luna de miel que no puede dormir». La pista de baile «Levitating» es una canción disco donde se comparó a Lipa con The Spice Girls. La canción presenta una «línea de bajo gomosa" y «aplausos sincopados» donde Lipa canta sobre un amor que está «escrito en las estrellas».
«Pretty Please» es una canción despajosa, que enfatiza el bajo, las guitarras y los sintetizadores de la canción. Se ha descrito como un tema disco de los 70 y dance-pop de finales de los 90 / principios de los 00, así como un tema «quemador lento y seductor». «Hallucinate», que fue comparado con los estilos de Kylie Minogue y Lady Gaga,es un tema pop, dance-pop y house. La canción ha sido descrita como un festival de apertura y cierre del club. El «relleno vertiginoso de la pista de baile». «Love Again»es una canción "pro-amor" que toma forma en pop electro-swing y dance-pop. «Break My Heart» que aborda las opciones de relación de Lipa y de ser incapaz de resistir la tentación de buscar el amor. La canción ha sido descrita como dance-pop y disco-pop en un estilo retro-futurista. «Good in Bed», Lipa la describe como «cuando el buen sexo es lo único que mantenía unidas a dos personas» y musicalmente es un tema funk-pop. El tema líricamente fue comparado con Lily Allen La canción de cierre «Boys Will Be Boys», ve a Lipa «apuntar al acoso sexual, el doble rasero y lo que realmente es ser mujer». Musicalmente, la canción es una balada pop barroco.

## Rendimiento comercial
Future Nostalgia debutó en el número dos en la lista de álbumes del Reino Unido con 34.390 unidades, solo 550 unidades detrás de Calm de 5 Seconds of Summer. En su segunda semana de estreno alcanzó la primera posición en Reino Unido. El álbum alcanzó su punto máximo dentro de los cinco primeros lugares en veintitrés países, incluyendo la primera posición en Australia, Escocia, Reino Unido, Estonia, Eslovaquia, República Checa, Finlandia, Lituania, Irlanda y Nueva Zelanda. Debutó en el número cuatro en el Billboard 200 de Estados Unidos, con ventas equivalentes a 66.000 unidades, incluidas 18.000 ventas de álbumes puros, convirtiéndose en su primer álbum entre los diez primeros en la lista para después alcanzar su punto máximo en la posición número 3. En el mismo país, alcanzó la posición cuatro en Rolling Stone 200, marcando su primera entrada en la lista.

## Promoción

### Distribución
El álbum se estrenó el 27 de marzo de 2020 por Warner Records, siendo el segundo con el sello discográfico. La edición estándar se lanzó en CD, casete, vinilo, descarga digital y transmisión. El vinilo se lanzó en un vinilo coloreado y el casete se lanzó en colores oro, rosa, azul y amarillo. También se estrenó con una caja que contiene un vinilo amarillo de 12", un libro de fotografía de la sesión de fotos del álbum, una impresión artística, una nota de agradecimiento, una réplica del tatuaje "Future Nostalgia" de Lipa, pegatinas y una de las cinco imágenes de polaroid. La edición japonesa del álbum se estrenó en CD el 3 de abril de 2020, la fecha prevista de lanzamiento del álbum. Contiene tres pistas adicionales, dos remixes de «Don't Start Now» y un remix de «Physical». Lipa confirmó que habría una edición de lujo del álbum con canciones inéditas.

### Sencillos
El 1 de noviembre de 2019, estrenó el primer sencillo del material «Don't Start Now». La pista fue promocionada en el programa de televisión The Graham Norton Show emitido el 1 de noviembre de 2019. Adicionalmente se presentó el 3 de noviembre de 2019 en la ceremonia de la vigésima sexta edición de los premios MTV Europe Music Awards en Sevilla. También tuvo presencia en la cuadragésima séptima edición de los American Music Awards en noviembre de 2019 que tuvo lugar en Los Ángeles. Alcanzó la segunda posición en los sencillos del Reino Unido y la ubicación dos en el Billboard Hot 100 de Estados Unidos.
«Physical» se estrenó como el segundo sencillo del álbum el 31 de enero de 2020, el tema se estrenó con un video musical basado en un diagrama conceptual de los artistas suizos Peter Fischli y David Weiss. Comercialmente, se convirtió en su octavo top 10 en la lista de sencillos del Reino Unido y su novena canción en aparecer en el Billboard Hot 100.
«Break My Heart» se publicó como el tercer sencillo del álbum el 25 de marzo de 2020. Alcanzó la sexta posición en los sencillos del Reino Unido, y la ubicación trece en Billboard Hot 100.

### Sencillos promocionales
El tema principal del álbum «Future Nostalgia» se lanzó como sencillo promocional el 13 de diciembre de 2019. Alcanzó la posición sesenta y tres en la lista de descargas digitales del Reino Unido.

### Gira musical
El 2 de diciembre de 2019, Lipa anunció la etapa europea de la gira Future Nostalgia Tour para la promoción del álbum. La gira inicialmente se programó para comenzar el 26 de abril de 2020 en Madrid. El 24 de marzo de 2020, la cantante londinense dio a conocer en sus redes sociales el aplazamiento de la gira hasta el 3 de enero de 2021, a causa de la pandemia de enfermedad por coronavirus iniciada en 2019 (COVID-19), sin embargo, la gira comenzó hasta el 9 de febrero de 2022.

## Lista de canciones
Créditos adaptados de Apple Music.
| N.º   | Título              | Escritor(es) | Productor(es)                             | Duración |  |
| 1.    | «Future Nostalgia»  | Dua Lipa, Clarence Coffee Jr. y Jeff Bhasker                                                                                    | Bhasker y Skylar Mones                    | 3:04     |  |
| 2.    | «Don't Start Now»   | Lipa, Emily Schwartz, Caroline Furoyen y Ian Kirkpatrick                                                                        | Kirkpatrick                               | 3:03     |  |
| 3.    | «Cool»              | Lipa, Ebba Tove Nilsson, Camille Purcell, Thomas Barnes, Peter Kelleher, Benjamin Kohn y Shakka Philip                          | Stuart Price y TMS                        | 3:29     |  |
| 4.    | «Physical»          | Lipa, Sarah Hudson, Coffee Jr. y Jason Evigan                                                                                   | Evigan, Koz, Gian Stone y Lorna Blackwood | 3:13     |  |
| 5.    | «Levitating»        | Lipa, Hudson, Coffee Jr. y Stephen Kozmeniuk                                                                                    | Koz y Price                               | 3:23     |  |
| 6.    | «Pretty Please»     | Lipa, Julia Michaels, Furoyen y Kirkpatrick                                                                                     | Kirkpatrick y Juan Ariza                  | 3:14     |  |
| 7.    | «Hallucinate»       | Lipa, Sophie Cooke, Samuel George Lewis y Stuart Price                                                                          | Price, SG Lewis y Lauren D'Elia           | 3:28     |  |
| 8.    | «Love Again»        | Lipa, Chelcee Grimes, Coffee Jr. y Kozmeniuk                                                                                    | Koz, Price y Blackwood                    | 4:18     |  |
| 9.    | «Break My Heart»    | Lipa, Alexandra Tamposi, Andrew Wotman, Stefan Johnson, Jordan Johnson, Blair Gormal, Michael Hutchence y Andrew Farriss        | Watt y The Monsters and the Strangerz     | 3:41     |  |
| 10.   | «Good in Bed»       | Lipa, Michael "Lindgren" Shulz, Melanie Joy Fontana, Taylor Upsahl, David Charles Marshall Biral y Denzel Michael-Akil Baptiste | Lindgren y Take a Daytrip                 | 3:38     |  |
| 11.   | «Boys Will Be Boys» | Lipa, Kennedi, Justin Tranter y Evigan                                                                                          | Koz, Rupert Christie y Blackwood          | 2:46     |  |
| 37:17 |                     | |                                           |          |  |

| Bonus track |                                 |          |  |
| N.º         | Título                          | Duración |  |
| 12.         | «Levitating» (featuring DaBaby) | 3:23     |  |

| Edición japonesa. |                                                |          |  |
| N.º               | Título                                         | Duración |  |
| 12.               | «Don't Start Now» (Live in LA Remix)           | 5:40     |  |
| 13.               | «Don't Start Now» (Purple Disco Machine Remix) | 3:36     |  |
| 14.               | «Physical» (Leo Zero Disco Remix)              | 5:09     |  |

| Bonus tracks de la edición japonesa. |                                   |          |  |
| N.º                                  | Título                            | Duración |  |
| 13.                                  | «Don't Start Now» (Kungs Remix)   | 3:36     |  |
| 14.                                  | «Good in Bed» (Gen Hoshino remix) | 3:32     |  |

| Edición CD digital en francés |                           |          |  |
| N.º                           | Título                    | Duración |  |
| 12.                           | «Levitating» (con DaBaby) | 3:23     |  |
| 13.                           | «Fever» (con Angèle)      | 2:37     |  |

| Edición LP en francés |                       |          |  |
| N.º                   | Título                | Duración |  |
| 12.                   | «Fever» (with Angèle) | 2:37     |  |

## Créditos y personal
Créditos adaptados de Tidal y las notas del álbum.

### Vocales
- Dua Lipa – voz (todas las canciones)
- Kamille – coros (3)
- Shakka – coros (3)
- Clarence Coffee Jr – coros (4–5, 8)
- Sarah Hudson – coros (4–5)
- Todd Clark – coros (4–5, 11)
- Paul Phamous – coros (5)
- Ian Kirkpatrick – coros (6)
- Julia Michaels – coros (6)
- Sophie Frances Cooke – coros (7)
- Alma Goodman – coros (8)
- Vanessa Luciano – coros (8)
- Andrew Watt – coros (9)
- Melanie Fontana – coros (10)
- Taylor Upsahl – coros (10)

### Instrumentos
- Jeff Bhasker – teclados, sintetizador (1)
- Homer Steinweiss – batería (1)
- Drew Jurecka – violín bajo (2, 8, 11), viola, violín (2, 8)
- Stuart Price – bajos, guitarra (3), teclados (3, 7, 8)
- Tom Barnes – guitarrara baja (8), bajos, batería (5)
- Ben Kohn – guitarra (3)
- Pete Kelleher – sintetizador (3)
- Jason Evigan – batería (4), teclados (5), sintetizador (4, 5)
- Koz – bajos (8, 11), batería (4, 5, 8, 11), guitarra (5, 8), sintetizador (tracks 4, 5, 8,11)
- Russell Graham – teclados (5)
- Bosko Elecrospit Kante – talk box (5)
- Ian Kirkpatrick – guitarra (6)
- SG Lewis – guitarra (track 7), tecladoss (7)
- Ash Soan – high tom (8)
- Chad Smith – batería (9)
- Andrew Watt – guitarra (9), tambor (9)
- Denzel Baptiste – bajos, teclados (10)
- David Biral – teclados (10)
- Michel Lindgren – teclados 10)
- Dan Bingham – piano (11)

### Producción
- Jeff Bhasker – producción (1)
- Ian Kirkpatrick – producción (2, 6), producción vocal (2)
- TMS – producción (3), producción vocal (3)
- Stuart Price – producción (3, 7), producción adicional (8), producción vocal (3, 5)
- Jason Evigan – producción (4), producción vocal (4)
- Koz – producción (4, 5, 8, 11), producción vocal (5)
- SG Lewis – producción (7)
- Andrew Watt – producción (9)
- The Monsters & Strangerz – producción (9)
- Lindgren – producción (10), producción vocal (10)
- Take A Daytrip – producción (10)
- Skylar Mones – producción adicional (1)
- Juan Ariza – producción adicional (6)
- Rupert Christie – producción adicional (11)
- Caroline Ailin – producción vocal (2)
- Lorna Blackwood – producción vocal (3, 4, 8, 11)
- Gian Stone – producción vocal (4)
- Lauren D'Ella – producción vocal (7)

### Técnicos
- Chris Gehringer – masterización (1–8, 10–11)
- Dave Kutch – masterización (9)
- Will Quinnell – asistente de masterización (1–2, 4)
- DJ Swivel – mezcla (10)
- Matty Green – mezcla (4, 8)
- Josh Gudwin – mezcla (1–2, 5–6)
- Stuart Price – mezcla (7), programación de batería (3, 5, 7)
- Jay Reynolds – mezcla (11)
- Mark "Spike" Stent – mezcla (3, 9)
- Michael Freeman – asistente de mezcla (3, 9)
- Elijah Marrett-Hitch – asistente de mezcla (1–2, 5–6)
- Matt Wolach – asistente de mezcla (3, 9)
- Dave Cerminera – ingeniería (1)
- Jason Evigan – ingeniería (4)
- Ian Kirkpatrick – ingeniería, programación de batería (6), programación (2)
- Paul Lamalfa – ingeniería (9)
- Lindgren – ingeniería, programación de batería (10)
- Daniel Moyler – ingeniería (3–4)
- Matt Snell – ingeniería (5, 8), asistente de ingeniería (4)
- Gian Stone – ingeniería (4)
- Phil Hotz – ingeniería adicional (5)
- Isabel Gracefield – ingeniería adicional (11)
- Cameron Gower Poole – ingeniería vocal(3–5, 8, 11)
- Rupert Christie – ingeniería de grabación vocal adicional, arreglo de coros(11)
- Lorna Blackwood – programación (3–5, 8, 11), ingeniería de grabación vocal adicional (5)
- The Monsters and the Strangerz – programación (9)
- Andrew Watt – programación (9)
- Denzel Baptiste – programación, programación de batería (10)
- David Biral – programación, programación de batería (10)
- Take a Daytrip – programación (10)
- Jerry Singh – programación adicional (1)
- Jeff Bhasker – programación de batería (1)
- SG Lewis – programación de sintetizadores (7)
- Drew Jurecka – arreglo de cuerdas, grabación de cuerdas (2, 8, 11)
- Sophie Frances Cooke – arreglo de cuerdas sintetizadas (7)

### Diseño
- Hugo Comte – fotografía, dirección creativa
- Guillaume Sbalchiero – diseño

## Premios y nominaciones
| Año  | Ceremonia de premiación | Categoría                 | Resultado | Ref.            |
| ---- | ----------------------- | ------------------------- | --------- | --------------- |
| 2020 | LOS40 Music Awards      | Mejor álbum internacional | Ganador   | [ 123 ]         |
| 2020 | People's Choice Awards  | El Álbum del 2020         | Nominado  | [ 124 ]         |
| 2021 | American Music Awards   | Álbum Pop Favorito        | Ganador   | [ 125 ] [ 126 ] |
| 2021 | Premios Brit            | Álbum británico del año   | Ganador   | [ 127 ]         |
| 2021 | Premios Grammy          | Álbum del año             | Nominado  | [ 128 ]         |
| 2021 | Premios Grammy          | Mejor álbum vocal pop     | Ganador   | [ 128 ]         |

## Posicionamiento en listas
| Listas (2020)                       | Mejor posición |
| ----------------------------------- | -------------- |
| Alemania (Media Control Charts)     | 4              |
| Australia (ARIA)                    | 1              |
| Austria (Ö3 Austria Top 40)         | 2              |
| Bélgica (Ultratop) Flanders         | 2              |
| Bélgica (Ultratop) Wallonia         | 7              |
| Canadá Albums (Billboard)           | 2              |
| Dinamarca (Tracklisten)             | 4              |
| Escocia (OCC)                       | 1              |
| Eslovaquia (ČNS IFPI)               | 1              |
| España (PROMUSICAE)                 | 1              |
| Estados Unidos (Billboard 200)      | 3              |
| Estados Unidos (Rolling Stone 200)  | 4              |
| Estonia (Eesti Ekspress)            | 1              |
| Finlandia (Suomen virallinen lista) | 1              |
| Francia (SNEP)                      | 9              |
| Hungría (MAHASZ)                    | 11             |
| Irlanda (IRMA)                      | 1              |
| Islandia (Plötutíðindi)             | 5              |
| Italia (FIMI)                       | 3              |
| Japón Hot Albums (Billboard)        | 26             |
| Japón (Oricon)                      | 24             |
| Lituania (AGATA)                    | 1              |
| Noruega (VG-lista)                  | 2              |
| Nueva Zelanda (RMNZ)                | 1              |
| Países Bajos (Álbum Top 100)        | 3              |
| Portugal (AFP)                      | 2              |
| Reino Unido (OCC)                   | 1              |
| República Checa (ČNS IFPI)          | 1              |
| Suecia (Sverigetopplistan)          | 4              |
| Suiza (Schweizer Hitparade)         | 4              |

## Certificaciones
| País (organismo certificador) | Certificación | Unidades certificadas |
| ----------------------------- | ------------- | --------------------- |
| Australia (ARIA)              | Oro           | 35 000                |
| Bélgica (BEA)                 | Oro           | 10 000                |
| Brasil (Pro-Música Brasil)    | 3x Platino    | 120 000               |
| Canadá (Music Canada)         | 2x Platino    | 160 000               |
| Dinamarca (IFPI Dinamarca)    | Platino       | 20 000                |
| España (PROMUSICAE)           | Platino       | 40 000                |
| Estados Unidos (RIAA)         | Platino       | 1 000 000             |
| Hungría (MAHASZ)              | Oro           | 2 000                 |
| Italia (FIMI)                 | Platino       | 50 000                |
| Francia (SNEP)                | 2x Platino    | 200 000               |
| Noruega (IFPI)                | Platino       | 20 000                |
| Nueva Zelanda (RIANZ)         | 2x Platino    | 30 000                |
| Polonia (ZPAV)                | Platino       | 20 000                |
| Portugal (AFP)                | Oro           | 7 500                 |
| Reino Unido (BPI)             | Platino       | 408 5278              |

## Historial de lanzamiento
| País           | Fecha                   | Formato                                         | Edición     | Discográfica | Ref     |
| -------------- | ----------------------- | ----------------------------------------------- | ----------- | ------------ | ------- |
| Varios         | 27 de marzo de 2020     | CD, casete, descarga digital, streaming, vinilo | Estándar    | Warner Music | [ 164 ] |
| Alemania       | 27 de marzo de 2020     | CD, descarga digital, streaming, vinilo         | Estándar    | Urban        | [ 165 ] |
| Reino Unido    | 27 de marzo de 2020     | CD, vinilo, disco de gramófono                  | Estándar    | Warner Music | [ 166 ] |
| Estados Unidos | 27 de marzo de 2020     | CD                                              | Estándar    | Warner Music | [ 167 ] |
| Japón          | 3 de abril de 2020      | CD                                              | Japonesa    | Warner Music | [ 168 ] |
| México         | 10 de julio de 2020     | CD, vinilo                                      | Estándar    | Warner Music | [ 169 ] |
| Varios         | 1 de octubre de 2020    | descarga digital, streaming                     | Bonus       | Warner Music | [ 170 ] |
| Varios         | 29 de octubre de 2020   | descarga digital, streaming                     | Digital     | Warner Music | [ 119 ] |
| Francia        | 20 de noviembre de 2020 | CD                                              | Francés     | Warner Music | [ 120 ] |
| Varios         | 27 de noviembre de 2020 | CD                                              | Bonus       | Warner Music | [ 116 ] |
| Japón          | 27 de noviembre de 2020 | CD                                              | Bonus Japón | Warner Music | [ 118 ] |
| Francia        | 4 de diciembre de 2020  | LP                                              | Francés     | Warner Music | [ 121 ] |

## The Moonlight Edition
Una reedición del álbum subtitulado The Moonlight Edition fue lanzada el 11 de febrero de 2021 a través de las redes sociales de la artista británica, con el apoyo del lanzamiento de su sencillo principal «We're Good» el mismo día.

### Antecedentes
Tras varias filtraciones, Dua Lipa lanzó su segundo álbum de estudio Future Nostalgia el 27 de marzo de 2020. El álbum fue recibido con elogios generalizados de la crítica y se convirtió en un éxito comercial, alcanzando la cima de las listas en 13 países. Después del lanzamiento del álbum, Lipa hizo un adelanto del lanzamiento de pistas que no llegaron a la edición estándar del álbum, diciendo: «Tengo un par de canciones en las que he trabajado y que dejo de lado para un segundo aire, así que eso es todo para discutir». Lipa explicó además que siempre había planeado una reedición ya que era muy «despiadada» al elegir las canciones de la edición estándar.
En abril de 2020, confirmó que Future Nostalgia recibiría una reedición de lujo e hizo un adelanto de ella mientras trabajaba como invitada en Watch What Happens Live with Andy Cohen el mes siguiente. En julio de 2020, después de que un fan comentara en el Instagram de Lipa esperando el lanzamiento de las lados B de Future Nostalgia, Lipa confirmó su lanzamiento y también afirmó que lanzaría mucha música hasta 2022. En los meses siguientes, lanzó una colaboración con J Balvin, Bad Bunny y Tainy titulada «Un Dia (One Day)"» y «Prisoner» de Miley Cyrus con Lipa que se incluyó en Plastic Hearts (2020) de Cyrus. El acompañamiento de remezclas de Future Nostalgia Club Future Nostalgia, un álbum de remezclas colaborativo entre Lipa y The Blessed Madonna fue lanzado en agosto de 2020; el álbum incluía remezclas de canciones inéditas: «Love Is Religion» y «That Kind of Woman». En octubre de 2020, Lipa lanzó «Fever», una colaboración con Angèle que describió como una introducción a los lados B. En un chat de YouTube con sus fanes para el lanzamiento del videoclip de «Fever», Lipa anunció que los lados B se lanzarían en 2021.
Lipa realizó un concierto en vivo titulado Studio 2054 en noviembre de 2020, donde interpretó una canción inédita con FKA Twigs y una remezcla de «Real Groove» de Kylie Minogue con ella; la última canción fue lanzada el mes siguiente. En enero de 2021, Lipa hizo un adelanto del lanzamiento de los lados B con una publicación en las redes sociales con la siguiente descripción: «Los lados B están en camino». Ella siguió haciendo adelantos hasta el mes siguiente. El 3 de febrero de 2021, Lipa anunció el sencillo principal de la reedición, «We're Good», seguido del anuncio de la reedición al día siguiente como Future Nostalgia: The Moonlight Edition.

### Lista de canciones
| Future Nostalgia: The Moonlight Edition |                                                      | |                                           |          |  |
| N.º                                     | Título                                               | Escritor(es) | Productor (s)                             | Duración |  |
| 1.                                      | «Future Nostalgia»                                   | Dua Lipa, Clarence Coffee Jr. y Jeff Bhasker                                                                                                 | Bhasker y Skylar Mones                    | 3:04     |  |
| 2.                                      | «Don't Start Now»                                    | Lipa, Emily Schwartz, Caroline Furoyen y Ian Kirkpatrick                                                                                     | Kirkpatrick                               | 3:03     |  |
| 3.                                      | «Cool»                                               | Lipa, Ebba Tove Nilsson, Camille Purcell, Thomas Barnes, Peter Kelleher, Benjamin Kohn y Shakka Philip                                       | Stuart Price y TMS                        | 3:29     |  |
| 4.                                      | «Physical»                                           | Lipa, Sarah Hudson, Coffee Jr. y Jason Evigan                                                                                                | Evigan, Koz, Gian Stone y Lorna Blackwood | 3:13     |  |
| 5.                                      | «Levitating»                                         | Lipa, Hudson, Coffee Jr. y Stephen Kozmeniuk                                                                                                 | Koz y Price                               | 3:23     |  |
| 6.                                      | «Pretty Please»                                      | Lipa, Julia Michaels, Furoyen y Kirkpatrick                                                                                                  | Kirkpatrick y Juan Ariza                  | 3:14     |  |
| 7.                                      | «Hallucinate»                                        | Lipa, Sophie Cooke, Samuel George Lewis y Stuart Price                                                                                       | Price, SG Lewis y Lauren D'Elia           | 3:28     |  |
| 8.                                      | «Love Again»                                         | Lipa, Chelcee Grimes, Coffee Jr. y Kozmeniuk                                                                                                 | Koz, Price y Blackwood                    | 4:18     |  |
| 9.                                      | «Break My Heart»                                     | Lipa, Alexandra Tamposi, Andrew Wotman, Stefan Johnson, Jordan Johnson, Blair Gormal, Michael Hutchence y Andrew Farriss                     | Watt y The Monsters and the Strangerz     | 3:41     |  |
| 10.                                     | «Good in Bed»                                        | Lipa, Michael "Lindgren" Shulz, Melanie Joy Fontana, Taylor Upsahl, David Charles Marshall Biral y Denzel Michael-Akil Baptiste              | Lindgren y Take a Daytrip                 | 3:38     |  |
| 11.                                     | «Boys Will Be Boys»                                  | Lipa, Kennedi, Justin Tranter y Evigan | Koz, Rupert Christie y Blackwood          | 2:46     |  |
| 12.                                     | «Fever» (con Angèle)                                 | Lipa, Angèle, Ailin, Kirkpatrick, Jacob Kasher Hindlin y Michaels                                                                            | Kirkpatrick                               | 2:36     |  |
| 13.                                     | «We're Good»                                         | Lipa, Warren, Scott Harris y Sylvester Willy Sivertsen                                                                                       | Sly                                       | 2:48     |  |
| 14.                                     | «Prisoner» (con Miley Cyrus)                         | Lipa, Cyrus, Wotman, J. Johnson, Marcus Lomax, Michael Pollack, S. Johnson, Tamposi y Jonathan Bellion                                       | Watt y The Monsters & Strangerz           | 2:49     |  |
| 15.                                     | «If It Ain't Me»                                     | Lipa, Junior Oliver Frid, Taylor Parks y Uzoechi Emenike                                                                                     | Frid                                      | 3:15     |  |
| 16.                                     | «That Kind Of Woman»                                 | Lipa, Coffee, Justin Parker y Sam Dew | Parker y Price                            | 3:17     |  |
| 17.                                     | «Not My Problem» (con JID)                           | Lipa, Hudson, Coffee, Kozmeniuk y Destin Choice Route                                                                                        | Koz                                       | 2:22     |  |
| 18.                                     | «Levitating» (con DaBaby)                            | Lipa, Coffee, Hudson, Kozmeniuk y DaBaby | Koz y Price                               | 3:23     |  |
| 19.                                     | «Un Dia (One Day)» (con J Balvin, Bad Bunny y Tainy) | Lipa, Alejandro Borrero, Benito Antonio Martínez Ocasio, Coffee, Daystar Peterson, Ivanni Rodriguez, José Álvaro Osorio Balvín y Marco Masís | Balvin y Tainy                            | 3:51     |  |
| 61:40                                   |                                                      | |                                           |          |  |

### Historial de lanzamiento
| País   | Fecha                 | Formato                      | Discográfica   | Ref     |
| ------ | --------------------- | ---------------------------- | -------------- | ------- |
| Varios | 11 de febrero de 2021 | Descarga digital y streaming | Warner Records | [ 191 ] |
| Varios | 26 de marzo de 2021   | CD y LP                      | Warner Records | [ 192 ] |